# Wandsbek
Hamburg-Wandsbek é o maior dos sete distritos municipais da cidade de Hamburgo, na Alemanha, com uma área de 147.5 km² e população de 406.802 habitantes (Censo 2005).
A maioria do distrito é suburbana, só 75% dos arredores do centro de Wandsbeck são urbanos e parte do centro cultural e econômico da cidade; áreas mais ao norte ainda são quase rurais, onde ainda se podem encontrar uma mistura de casas e fazendas.
Wandsbek foi no passado parte do condado de Stormarn e suas vilas são mencionadas pela primeira vez no meio do século XIII. Seu nome vem de uma antiga palavra alemã para “rio da fronteira” e o rio Wandse era uma fronteira territorial natural da cidade.

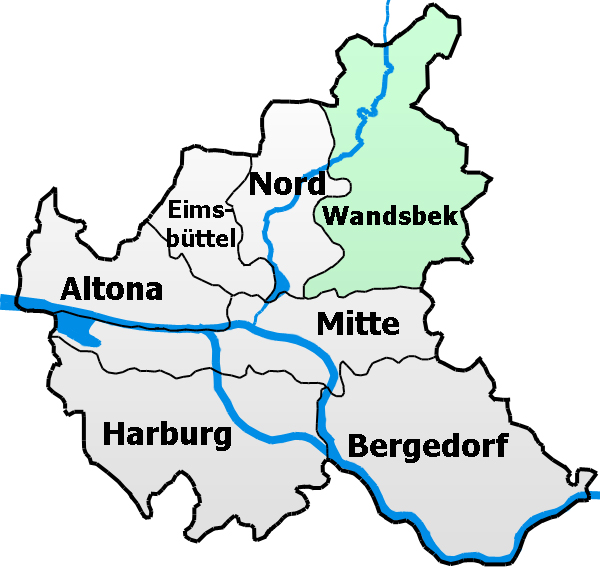
Wandsbeck no mapa dos distritos de Hamburgo.

Em 1937 a então cidade prussiana de Wandsbek juntou-se à cidade de Hamburgo.